# Valerij Gerasimov
Valerij Gerasimov (ryska: Вале́рий Васи́льевич Гера́симов), född 8 september 1955 i Kazan i dåvarande Sovjetunionen, är en rysk arméofficer. Han utsågs 2012 till Rysslands generalstabschef samt biträdande försvarsminister. 

## Yrkesliv
Valetij Gerasimov utbildades vid Suvorovskolan i Kazan 1971–1973 och fortsatte vid Kazans pansarmilitärhögskola 1973–1977. Han vidareutbildade sig vid Malinovskij-militärakademin för pansartrupper i Moskva 1984–1987 och därefter vid Rysslands försvarsmakts generalstabs militärakademi 1995–1997. Mellan dessa skolor tjänstgjorde Gerasimov i Sovjetunionens, och senare Rysslands, armé på olika platser. Han blev 1999 stabschef vid 58:e armén i Norra Kaukasus militärdistrikt. Strax därefter bröt Andra Tjetjenienkriget ut och Gerasimov deltog däri. Han utnämndes till chef för 58:e armén 2001.
Mellan 2003 och 2005 var Valerij Gerasimov stabschef i Fjärran Österns militärdistrikt och 2006 blev han chef för  Leningrads försvarsdistrikt, därefter 2009 för Moskvas försvarsdistrikt. I december 2010 blev han biträdande generalstabschef. I april 2012 avgick han från den posten och blev 2010 chef för Centrala militärdistriktet. När generalstabschefen Nikolaj Makarov avsattes i samband med korruptionsanklagelserna mot försvarsminister Anatolij Serdjukov, utsågs Gerasimov till generalstabschef den 9 november 2012.
Den 11 januari 2023 meddelade det ryska försvarsministeriet att Valerij Gerasimov tillträtt som överbefälhavare för den ryska invasionsstyrkan i Ukraina och därvid ersatt Sergej Surovikin.

## Privatliv
Valerij Gerasimov är gift och har en son.

## Utmärkelser
- Ryska militärförtjänstorden,  2000
- Fäderneslandets förtjänstorden, fjärde graden med svärd,  2002
- Förtjänstfull militär specialist i Ryska federationen,  2009
- Orden för vänskap mellan folken,  31 mars 2010[3]
- Ärans orden,  2012
- Medalj för militärt samarbete,  2014[4]
- Fäderneslandets förtjänstorden, tredje graden med svärd,  2014
- Fjärde graden av Georgsorden,  2015[5]
- Marskalk Baghramjan-medaljen,  2015
- Ryska federationens hjälte,  2016[6]
- Tredje graden av Georgsorden,  2017
- Alexander-Nevskij-orden,  2020
- Ryska fäderneslandets förtjänstorden av första graden,  2021
- Röda fanans orden (Mongoliska folkrepubliken),  2021[7]
- Nikolaus undergörarens orden
- Medalj "För stridsförtjänst"
- Medalj "För oklanderlig tjänst", andra graden
- Medalj "För oklanderlig tjänst", tredje graden
- Orden "För fosterlandstjänst i Sovjetunionens väpnade styrkor", tredje graden[8]
- Medalj för syrisk-ryskt stridssamvälde
- Medalj för deltagande i den militära operationen i Syrien
- Medalj "För återtagandet av Krim"
- Medalj "Till minne av Kazan 1000 år"
- Medalj "För utmärkt militärtjänst" av första klass
- Jubileumsmedalj "70 år för Sovjetunionens väpnade styrkor"
- Medalj "Försvarsministeriet 200 år"
- Medalj för militära insatser
- Medalj "För förstärkande av vapenbrödraskap" (Ryssland)
- Ryska försvarsministeriets militära tapperhetsmedalj av första graden
- Jubileumsmedalj "60 år för Sovjetunionens väpnade styrkor"

[Redigera Wikidata]